# 梁洳瑄

## 生平
梁洳瑄於1994年6月29日出生，高中就讀於華岡藝校表演藝術科，大學就讀文化大學中國戲劇學系，
2017年以電影《報告老師！怪怪怪怪物！》的班花出道，該電影於2017年7月28日上映。

## 影視作品

### 電視劇
| 年份   | 播出頻道             | 片名          | 角色         |
| ------ | -------------------- | ------------- | ------------ |
| 2018年 | 公視主頻             | 奇蹟的女兒    | 麗鳳         |
| 2019年 | LINE TV              | HIStory3 圈套 | 小亞         |
| 2019年 | 中視主頻、衛視中文台 | 想見你        | 蔡雯柔(客串) |
| 2022年 | Netflix              | 她和她的她    | 羅曉南       |

### 電影
| 年份   | 電影名稱                         | 角色             | 導演   |
| ------ | -------------------------------- | ---------------- | ------ |
| 2017年 | 報告老師！怪怪怪怪物！           | 班花 吳思華      | 九把刀 |
| 2018年 | 有五個姊姊的我就註定要單身了啊！ | 東實高中流氓學生 | 蘇文聖 |
| 2021年 | 生而為人                         | 張天琦           | 倪曜   |

## 廣告/短片
- 2013 競賽影片 48hrs-等待.回應 女主角
- 2014 微電影 五歲以後 女主角
- 2014 微電影 是誰偷走我的吉他 女主角
- 2014 微電影 屬於我的過去 女主角
- 2016 依莎泥洗面皂    女主角
- 2016 艾杜莎 Stay Sweet  女主角
- 2016 生洋網路 誠實篇      女主角
- 2016 蒼龍一擊 護士上藥篇 女主角
- 2016 噪咖 工作狂女孩的困擾
- 2016 噪咖 購物狂女孩的困擾
- 2016 微電影 48hsr 少女金屬物語 女主角
- 2017 鉅陞建設
- 2017 幻城 OL篇 女主角
- 2017 Sangean山進
- 2017 花旗享樂卡 天氣篇 女主角
- 2018 舒膚Free 女主角
- 2018 PopDaily App 女主角
- 2018~2019 東森 櫃姐忙甚麼系列
- 2019 蘇格登 女主角
- 2019 Sony Xperia 10 女主角
- 2019 華泰名品城 女主角
- 2019 醣可淨 女主角
- 2019 防自殺專線-1925 女主角
- 2019 好奇寶寶紙尿褲 女主角
- 2019 奇美家電 女主角
- 2019 優若美痘痘貼 女主角
- 2019 水平律動舒緩沙發椅 女主角
- 2020 Double A很有事實驗室
- 2020 南僑水晶肥皂食器洗滌液體
- 2020 肌立痠痛貼布
- 2020 Notorious衛生紙 女主角
- 2020 Za防水卸妝油 女主角
- 2020 瓦斯通App 女主角
- 2021 反正我很閒 交友跟蹤狂篇 女主角
- 2021 桃園機場週年形象片
- 2021 金士頓 記憶的距離
- 2021 Suzuki 女主角
- 2021 Monster N lite 真無線藍牙耳機 女主角
- 2021 佳麗寶Dew潤活精純露 女主角
- 2021 花舞宮廷手遊 女主角
- 2021 美日覺醒 女主角
- 2021 護妍天使健康平衡水 女主角
- 2021 台灣大哥大智慧家庭音箱 女主角
- 2022 秘境傳說神木遺跡
- 2022 Hitachi 無線吸塵器 女主角
- 2022 ROZE柔之伊 護衣柔香珠

## 外部連結
- 梁洳瑄的Facebook專頁
- 梁洳瑄的Instagram帳戶
- 九把刀全新力作！《報告老師！怪怪怪怪物！》劇照搶先看